# Charge sismique
La charge sismique est l'un des concepts de base du génie parasismique, qui signifie l'application d'une agitation générée par un séisme  à une structure. Elle se produit aux surfaces de contact d'une structure soit avec le sol, soit avec des structures adjacentes, ou avec les ondes de gravité du tsunami.
La charge sismique dépend principalement de :
- Paramètres du séisme anticipé sur le site - appelé risque sismique
- Paramètres géotechniques du site
- Paramètres de la structure
- Caractéristiques des ondes de gravité anticipées du tsunami (le cas échéant).

Parfois, la charge sismique dépasse la capacité de résistance d'une structure, partiellement ou complètement (rupture). En raison de leur interaction mutuelle, la charge sismique et la  performance sismique (en)  d'une structure sont intimement liées.